# Джозеф Скулінг
Джозеф Скулінг (англ. Joseph Schooling, нар. 16 червня 1995) — сінгапурський плавець, перший та єдиний олімпійський чемпіон Сінгапуру, бронзовий призер чемпіонату світу 2015 року, чемпіон Азійських ігор.

## Біографія
Народився у 1995 році в Сінгапурі, в сім'ї змішаного англійської та китайського походження. Після закінчення другого класу Англо-китайської середньої школи продовжив навчання в США. Закінчив спортивну школу-інтернат Болліс в Джексонвіллі, Флорида, і вступив до Техаського університету в Остіні.
У 2011 році у віці 16 років став чемпіоном Ігор Південно-Східної Азії. У 2012 році представляв свою країну на Олімпійських іграх в Лондоні, але не зміг піднятися вище 26-го місця. У 2013 році знову став чемпіоном Ігор Південно-Східної Азії. У 2014 році став срібним призером Ігор Співдружності і виграв Азійські ігри.
У 2016 році став олімпійським чемпіоном на іграх в Ріо-де-Жанейро на дистанції 100 м батерфляєм, випередивши у фінальному запливі Майкла Фелпса, Чада ле Клоса і Ласло Чеха, що поділили друге місце. Заради того, щоб Джозеф міг продовжити тренування в США і як слід підготуватися до Олімпіади в Ріо, уряд Сінгапуру дозволив йому відстрочити дворічну службу в армії. Йому вдалося завоювати першу золоту медаль в історії своєї країни. До цього в скарбничці олімпійських нагород Сінгапуру, який бере участь в Олімпіадах з 1948 року, було лише дві срібні медалі — за перемоги важкоатлета в 1960-м і тенісиста в 2008-му, і дві бронзові. За золоту медаль Джозеф отримав грант в розмірі 1 мільйона доларів в рамках державної програми Foreign Sports Talent.